# Sky-Watcher
Sky-Watcher ist einer der weltweit größten Hersteller von Teleskopen und astronomischem Zubehör wie Okularen und Montierungen.

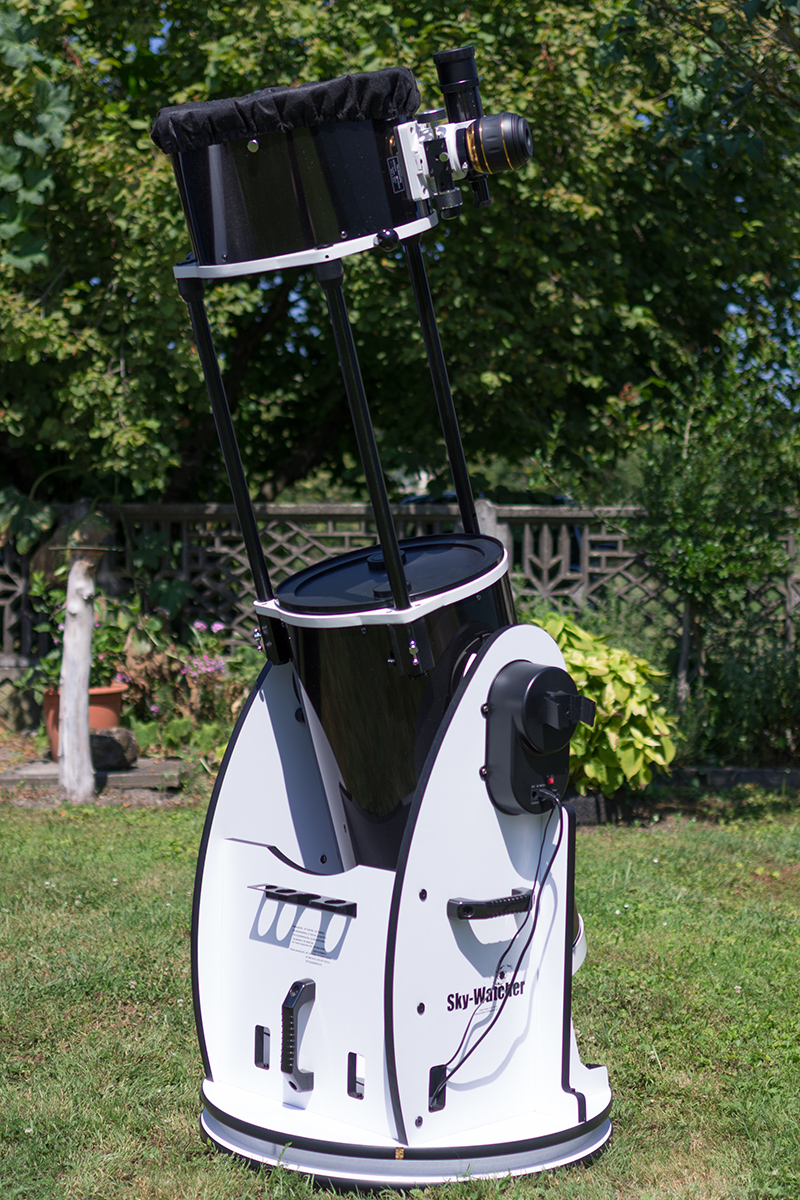
Sky-Watcher Skyliner FlexTube Dobson

Die Firma wurde 1988 als Synta Optics gegründet, zunächst wurden ausschließlich Okulare produziert. 1992 erfolgte die Verlegung des Firmensitzes nach Suzhou in China; erste Teleskope (114-mm-Newton-Reflektoren) wurden von den Firmen Celestron und Tasco vertrieben, im Jahr darauf wurden zudem erste Refraktoren gefertigt. 1999 wurde dann die Marke „Sky-Watcher“ gegründet, die ihren Firmensitz in Richmond, Kanada hat, um Synta-Optiken nunmehr unter einem eigenen Label zu vertreiben. Seit 2000 wurde die Angebotspalette um Dobsons erweitert, im Jahr darauf der erste Maksutov-Cassegrain produziert, 2004 der erste ED-Apochromat. 2005 kaufte eine US-amerikanische Tochtergesellschaft von Synta Optics den Teleskophersteller Celestron. Seit 2008 besteht eine Kooperation mit der Schott AG Mainz, einem der weltweit führenden Hersteller von technischen Gläsern.
Die Sky-Watcher-Produktpalette umfasst Amateurteleskope von 50 mm bis 508 mm Öffnung, die manuell, motorisiert oder mit GoTo montiert sind. Seit 2008 produziert Sky-Watcher als einziger Hersteller weltweit die FlexTube-Dobsons mit zusammenschiebbarem Tubus, eine patentierte Bauform.